# Convention haïtiano-américaine
La convention haïtiano-américaine est un traité entre ces deux nations, ratifié par le Sénat des États-Unis le 16 septembre 1915 à la suite de l'occupation d'Haïti par les États-Unis plus tôt cette année-là, qui accordait aux États-Unis le droit d'assurer la sécurité et d'administrer les finances d'Haïti pour une durée de dix ans.